# Batalla de Port-Saint-Père (21-26 novembre 1793)
La quarta batalla de Port-Saint-Père va tenir lloc del 21 al 26 de novembre de 1793 durant la Revolta de La Vendée.

## Preludi
Mentre que la major part de les forces de Vendée i republicanes s'enfrontaven al nord del Loira a la Virée de Galerne, el 2 de novembre el consell de guerra va ordenar al general Nicolas Haxo que formés un cos d'exèrcit de 5.000 a 6.000 homes per atacar les forces de la Vendée al País de Retz i Bas-Poitou i reprendre l'illa de Noirmoutier. Després d'establir un pla de campanya, Haxo abandona Nantes el 21 de novembre. Va dividir les seves forces en dues columnes i va anar ell mateix amb la primera en direcció a Machecoul, que va ocupar el 26 de novembre. La segona columna, de 3.000 homes i comandada per l'adjudant general Jordy, va marxar cap a Port-Saint-Père, sostinguda per les forces de la Vendée de Louis-François Ripault de La Cathelinière.

## Forces presents
Jordy afirma en el seu informe estar al capdavant de 3.000 homes i calcula entre 7.000 i 8.000 el nombre de "bandants" a Port-Saint-Père. Tanmateix, aquesta xifra és probablement exagerada segons l'historiador Lionel Dumarcet. A les seves memòries (A 1), el cap de la Vendée Pierre-Suzanne Lucas de La Championnière afirma que «només queda una guàrdia feble» a Port-Saint-Père per La Cathelinière.
| «                                           | El senyor de la Cathelinière havia posat una guàrdia feble a Port-Saint-Père i s'havia retirat al castell de Prince per poder rescatar fàcilment Rouans o Port-Saint-Père si eren atacats. La guarnició del Chateau d'Aux havia aparegut diverses vegades davant d'aquest darrer pal sense poder-hi penetrar; un dia, entre d'altres, vam romandre mestres d'una perla que l'enemic havia plantat a la riba. Un piqueur anomenat La Rose i un veïnat anomenat Thibaud van tenir el coratge de passar a l'altra banda i sota el nas de l'enemic es van endur la bandera i l'abric de Beillevert amb el seu cavall que havia posat a pasturar en un jardí. Avergonyits de tal afront, les mateixes tropes tornaren l'endemà al matí en major nombre i amb canó; només érem una dotzena a Port-Saint-Père; dos homes havien passat nedant i ja s'emportaven la barca quan vam notar l'arribada de l'enemic; ens vam retirar i malgrat els petits reforços que hi havia a la carretera, no vam poder evitar que Beillevert i Muscar cremassin tots els molins fins al Bourg de Sainte-Pazanne. Guérin va arribar de Bourgneuf amb cavalleria quan l'enemic abandonava la ciutat; El senyor de la Cathelinière va encapçalar la seva infanteria gairebé al mateix temps, i les tropes en flames es van veure obligades a netejar. Tanmateix, la retirada, encara que precipitada, es va fer en bon ordre fins a Brandé; allà, la derrota es va decidir, vam empènyer l'enemic fins a Port-Saint-Père, però no amb la força suficient per evitar-li passar un tros a l'altra banda. Ja era de nit. M. de la Cathelinière, lleument colpejat per una bala, es va retirar, tothom el va seguir i vam perdre el fruit de la nostra victòria. Els republicans van tornar al Chateau d'Aux durant la nit; vam tornar l'endemà a Port-Saint-Père i vam trobar al riu uns quants cadàvers d'aquells que la por hi havia fet córrer. Estàvem ocupats traient de l'aigua els mosquets, dels quals ja n'havíem trobat un gran nombre, quan un exèrcit va aparèixer a l'alçada enfront de Port-Saint-Père; jutjant el nostre nombre per l'acció del dia abans, van començar per canonjar-nos vigorosament; trenta-dos trets ens van fer en un quart d'hora; només érem set ocupant el lloc; vam pensar que era hora de retirar-nos i vam sortir per darrera vegada del nostre campament, on no hem tornat des d'aleshores. | » |
| — Pierre-Suzanne Lucas de La Championnière, | |   |

## Procediment
Davant de Port-Saint-Père, els republicans van trobar el pont sobre l'Acheneau tallat. A continuació, Jordy treballa per restaurar el pas mitjançant bigues, runes de cases i vaixells. El dia 22, va enviar un missatge al general Vimeux, a Nantes, per demanar-li altres vaixells i taulons per fer passar la seva artilleria.
Per la seva banda, els vendeans van col·locar canons, entre ells un de 36 lliures, al cim del poble de Port-Saint-Père, per dificultar l'aproximació i la construcció del pont. Els republicans despleguen la seva pròpia artilleria i, segons Savary, desmunten la peça 36 dels Vendeans. Malgrat el seu foc, els revoltats no van poder impedir que els republicans restaurissin el pont i s'apodessin de les primeres cases de la vila.
Segons Lucas de La Championnière, els republicans es van apoderar de tot Port-Saint-Père i van cremar tots els molins fins a Sainte-Pazanne. Tanmateix, La Cathelinière i Guérin van arribar com a reforços del castell de Princé i Bourgneuf-en-Retz. Van liderar un contraatac que va repel·lir els patriotes i l'endemà al matí els vendeans van reprendre Port-Saint-Père. Tanmateix, La Cathelinière va quedar ferit lleu i va haver de retirar-se. La majoria dels seus homes el segueixen. Les fonts republicanes no esmenten aquest episodi.
El 25 de novembre, uns 200 homes de la guarnició del Château d'Aux també van intentar travessar el riu a Rouans, a uns deu quilòmetres al nord-oest de Port-Saint-Père, però van ser rebutjats.
El 26 de novembre, a les quatre de la matinada, Jordy va llançar un atac genera. Massa pocs, els Vendeans es baten en retirada. Segons Lucas de La Championnière, només set homes encara ocupaven la ciutat.V Port-Saint-Père va ser llavors definitivament ocupat pels republicans.

## Pèrdues
Segons l'ajudant general Jordy, els republicans van perdre 40 homes en els combats i els vendens 500, que també sembla exagerat segons Dumarcet.V Tres canons, inclòs el canó 36, van ser capturats pels Patriotes.